# What Is Truth
What Is Truth ist ein Countrysong von Johnny Cash, der bei Columbia Records im März 1970 als Single veröffentlicht und von Bob Johnstone produziert wurde.
Aufgenommen wurde er am 9. März 1970 in Nashville mit Cash (Gesang, Rhythmusgitarre), Bob Wootton (Lead-Gitarre), Marshall Grant (E-Bass), W. S. Holland (Schlagzeug) und Norman Blake (Dobro) sowie unbekannten Streichern im Hintergrund.
Premiere feierte das Stück in Cashs Fernsehsendung. Der Titel rührt von einer Frage her, die Pontius Pilatus an Jesus Christus richtete. Die Single erreichte den dritten Platz der Billboard Country Songs.
Der Text beschreibt einen Generationskonflikt, in dem die Jugend unterdrückt wird, allerdings die Vormachtstellung der Älteren nicht länger dulden will. Sie hinterfragen u. a. den Krieg und auch die Methode, einen Jugendlichen wegen seines Aussehens (lange Haare) zu verurteilen, nur weil er nicht den Sitten früherer Zeiten entspricht. Cash stellt sich auf die Seite der Jugend und gibt ihnen das Recht zu fragen, was Wahrheit eigentlich sei.
Der Song tauchte nie auf einem Album von Cash auf. Dementsprechend ist er nur auf Kompilationen enthalten, wie etwa das Box-Set Cash - The Legend von 2005.